# Trachycephalus
Trachycephalus és un gènere de granotes de la família dels hílids que es troba a l'àrea compresa entre l'est del Brasil i les regions costaneres del sud de Colòmbia i nord del Perú.

## Taxonomia
- Trachycephalus atlas
- Trachycephalus coriaceus
- Trachycephalus hadroceps
- Trachycephalus imitatrix
- Trachycephalus jordani
- Trachycephalus lepidus
- Trachycephalus mesophaeus
- Trachycephalus nigromaculatus
- Trachycephalus resinifictrix
- Trachycephalus venulosus